# Anttosaaret
Anttosaaret är en ö i Finland. Den ligger i sjön Ule träsk och i kommunen Vaala i den ekonomiska regionen  Oulunkaari  och landskapet Norra Österbotten, i den centrala delen av landet, 500 km norr om huvudstaden Helsingfors. Öns area är 0,9 hektar och dess största längd är 130 meter i sydöst-nordvästlig riktning.  Notera att namnet antyder att det är fråga om flera öar.